# EHC St. Moritz
EHC St. Moritz – szwajcarski klub hokeja na lodzie z siedzibą w Sankt Moritz.

## Sukcesy
- Złoty medal mistrzostw Szwajcarii: 1922, 1923, 1928
- Srebrny medal mistrzostw Szwajcarii: 1924
- Brązowy medal mistrzostw Szwajcarii: 1938
- Złoty medal międzynarodowych mistrzostw Szwajcarii: 1923
- Srebrny medal międzynarodowych mistrzostw Szwajcarii: 1922
- Złoty medal Nationalliga B: 1954
- Srebrny medal Nationalliga B: 1952, 1958, 1959
- Brązowy medal Nationalliga B: 1953, 1956, 1957
- Puchar Szwajcarii: